# Thorpe Market
Thorpe Market är en ort och civil parish  i Storbritannien.   Den ligger i grevskapet Norfolk och riksdelen England, i den sydöstra delen av landet, 180 km nordost om huvudstaden London. Thorpe Market ligger 48 meter över havet och antalet invånare är 284.
Terrängen runt Thorpe Market är platt. Havet är nära Thorpe Market åt nordost. Runt Thorpe Market är det ganska tätbefolkat, med 104 invånare per kvadratkilometer. Närmaste större samhälle är North Walsham, 7,2 km sydost om Thorpe Market. Trakten runt Thorpe Market består till största delen av jordbruksmark.